# Cristòfol Solà i Coll
Cristòfol Solà i Coll (Barcelona, 15 de febrer de 1908 - Barcelona, 1 d'abril de 1964) fou un futbolista català de les dècades de 1920 i 1930.

## Trajectòria
Començà la seva trajectòria al Catalunya de Les Corts, passant a continuació a formar part de la plantilla del RCD Espanyol, on jugà quatre temporades com a suplent de Ricard Zamora. El febrer de 1930 fou traspassat al FC Barcelona per la quantitat de 15.000 pessetes, però novament fou suplent d'homes com Franz Platko i Jaume Uriach. En total només jugà 3 partits de lliga espanyola a l'Espanyol i un al Barça. El desembre de 1930 fou cedit al Racing de Santander on jugà durant tres temporades com a titular. El 1933 patí una lesió per part d'Ángel Arocha que provocà la seva retirada prematura del màxim nivell. Més tard retornà a alguns clubs catalans modestos com el CE Júpiter i el FC Gràcia.
Jugà un partit amb la selecció catalana de futbol l'1 de gener de 1935 en un partit d'homenatge a Josep Pausàs.
Un cop retirat fou entrenadori va dirigir clubs com el FC Martinenc.